# Cuore di menta
Cuore di menta (ミントな僕ら?, Mint na bokura) è uno manga shōjo scritto e disegnato da Wataru Yoshizumi. In Italia è stato pubblicato in 12 volumi da Panini Comics sotto l'etichetta Planet Manga.

## Trama
La storia ruota attorno a due gemelli: Noel e Maria, rispettivamente un ragazzo e una ragazza, cugini di Akane Kurihara (Solamente tu). I due fratelli sono molto legati e assolutamente identici tanto che è impossibile distinguerli (se non fosse per i capelli). Un giorno Noel e suo padre fanno un viaggio alle Hawaii, Maria decide di restare a casa per partecipare ai tornei estivi di pallacanestro; al suo ritorno Noel non trova più la sorella che, senza dirgli niente si è trasferita in un altro istituto scolastico, dove lavora come allenatore un ragazzo di cui si è innamorata.
Al solo pensiero di non vedere più Maria, Noel va nel panico e decide di trasferirsi anche lui per riportare a casa la sua amata sorellina. Poiché i posti nel dormitorio maschile siano finiti, Noel decide di frequentare la scuola come una ragazza, indossando una parrucca. La sua scelta esagerata lo porta ad affrontare situazioni imbarazzanti. Intanto Maria si dichiara al suo amato ma scopre che è già fidanzato; decide però di aspettarlo finché non si lasceranno. Subito dopo Maria fa la conoscenza del fratello minore di Hirobe (il ragazzo che le piace), Yoshitaka, il quale le chiede di fidanzarsi e lei, pur non conoscendolo, accetta. Ora che Maria ha perso interesse per Hirobe, ella suggerisce a Noel di tornare alla vecchia scuola, ma Noel si rifiuta pensando di perdere il suo buon amico Sasa e la ragazza di cui si è innamorato, la sua coinquilina di stanza Miyu.

## Volumi
| Nº Ja | Nº It | Data di prima pubblicazione | Data di prima pubblicazione | Data di prima pubblicazione      |
| Nº Ja | Nº It | Giapponese                  | Giapponese                  | Italiano                         |
| ----- | ----- | --------------------------- | --------------------------- | -------------------------------- |
| 1     | 1-2   | 19 gennaio 1998             | ISBN 4-08-856058-2          | 28 giugno 2001 26 luglio 2001    |
| 2     | 3-4   | 19 settembre 1998           | ISBN 4-08-856099-X          | 30 agosto 2001 27 settembre 2001 |
| 3     | 5-6   | 20 febbraio 1999            | ISBN 4-08-856125-2          | 25 ottobre 2001 22 novembre 2001 |
| 4     | 7-8   | 20 luglio 1999              | ISBN 4-08-856152-X          | 20 dicembre 2001 30 gennaio 2002 |
| 5     | 9-10  | 12 dicembre 1999            | ISBN 4-08-856179-1          | 28 febbraio 2002 28 marzo 2002   |
| 6     | 11-12 | 19 aprile 2000              | ISBN 4-08-856199-6          | 26 aprile 2002 23 maggio 2002    |